# Brachyloma
Brachyloma je rod rostlin z čeledi vřesovcovité. Zahrnuje 16 druhů keřů a je rozšířen výhradně v Austrálii.
Rod zahrnuje mj. tyto druhy:
- Brachyloma ciliatum (R.Br.) Benth.
- Brachyloma concolor (F.Muell.) Benth.
- Brachyloma daphnoides (Sm.) Benth.
- Brachyloma delbi Cranfield
- Brachyloma depressum (F.Muell.) Benth.
- Brachyloma ericoides (Schltdl.) Sond.
- Brachyloma mogin Cranfield
- Brachyloma nguba Cranfield
- Brachyloma preissii Sond.
- Brachyloma saxicola J.T.Hunter
- Brachyloma scortechinii F.Muell.[2]